# El cliente siempre tiene la razón

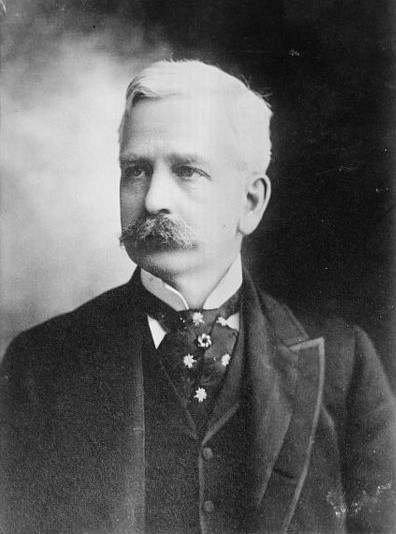
Marshall Field utilizó eslóganes como "Dar a la señora lo que quiere" en sus grandes almacenes de Chicago.

"El cliente siempre tiene la razón" es un lema o eslogan que anima al personal de servicio a dar alta prioridad a la satisfacción del cliente. Fue popularizado por comerciantes pioneros y exitosos como Harry Gordon Selfridge, John Wanamaker y Marshall Field.
Estos empresarios defendían que las quejas de los clientes deberían ser tratadas seriamente para que los clientes no se sintieran engañados. Esta actitud era novedosa e influyente en una época en la que la tergiversación era común y caveat emptor (que el comprador sea el que se preocupe) era una máxima legal común. Algunas variaciones incluyen "Le client n'a jamais tort" (el cliente nunca se equivoca), que era el eslogan del hotelero César Ritz, quien dijo que "si un comensal reniega de un plato o un vino, retíralo y reemplázalo inmediatamente, sin hacer preguntas". Una variación frecuentemente utilizada en Alemania es "der Kunde ist König" (el cliente es rey), mientras en Japón el lema "okyakusama wa kamisama desu" (お客様は神様です), que significa "el cliente es un dios ", es común.
Sin embargo, ya en 1914 se indicaba que este punto de vista ignora que los clientes pueden ser deshonestos, tener expectativas poco realistas y / o tratar de hacer un mal uso de un producto de forma tal que se anule la garantía. "Si adoptamos la política de admitir que cualquier reclamo que haga el cliente es pertinente, y si siempre las resolvemos por su valor nominal, estaremos sujetos a pérdidas inevitables". Un artículo de un año después del mismo autor abordó el aspecto de caveat emptor mientras planteaba muchos de los mismos puntos que la pieza anterior.